# Карл Целер
Карл Адам Јохан Непомук Целер (Санкт Петер ин дер Ау, 19. јун 1842 — Велкерсдорф, 17. август 1898) био је аустријски композитор оперета.
Целер је био едино дете лекара Јохана Целера и Марије Ане Елизабет. Целеров отац је умро пре његовог првог рођендана, након чега се његова мајка преудала за Ернеста Фридингера. Године 1875. Целлер се оженио Аном Маријом Швец.
Целер је као дете имао добар сопран глас и певао је у Хору бечких дечака пре него што је почео студије композиције на Универзитету у Бечу. Радио је као државни службеник у Царском министарству просвете док је компоновао хорска дела и низ оперета, од којих је најпознатија Продавац птица.
Правни проблеми, укључујући и осуду за кривоклетство, окончали су Целерову каријеру у министарству и довели до затвора и јавне срамоте средином 1890-их. После повреде од пада на леду 1895. године, крај живота дочекао је физички, а потом и психички болестан. Целер је преминуо од упале плућа у Бадену у 56. години живота.

## Оперете
- Јоконде (1876)
- Форнарина (1878)
- Капетан Никол или Карбонари (1880)
- Вагабунд (1886)
- Продавац птица (1891)
- Предрадник рудника (1894)
- Келермајстер (1901; завршио Јоханес Брандл)